# 平能宗
平 能宗（たいら の よしむね）は、平安時代末期の貴族。平宗盛の次男。平清盛の孫にあたる。幼名は副将丸。位階は従五位上。号は自害大夫、または自在大夫と伝わる。諱名は良宗とも。

## 経歴
幼名の「副将丸」は、将来朝敵を討伐する際に、異母兄である清宗を大将軍に、能宗を副将軍にという思いから名づけられた。生まれてすぐに母親を亡くし、その母の遺言で宗盛が乳母にも預けず、自ら片時も離さず育てたという。幼くして従五位上に昇るが、寿永2年（1183年）の一門都落ちに伴われたのち解官。壇ノ浦の戦いで平家一門が滅亡すると、父・兄とともに捕らえられて河越重房の元に預けられ、京都の六条河原にて斬られた。享年8（『吾妻鏡』では6とする）。

## 副将被斬
『平家物語』には一章を設けて、幼い能宗の最後の日々が克明に描写され、平家滅亡の悲劇性を強調する逸話となっている（以下要約）。
宗盛が鎌倉へ護送される直前の5月4日、宗盛は源義経に懇願して壇ノ浦で捕虜となってから初めて副将（能宗）と対面する。久しぶりに父と会った副将は喜んで宗盛の膝に上り、宗盛は涙ながらに副将の髪を撫で、出産の直後に亡くなった副将の母から自分の形見としてほしいとの遺言を語り、清宗、警護の武士、乳母たちはみな涙で袖をぬらした。日が暮れて別れの時が来たが、副将は泣いて宗盛の袖に取りすがり、帰ろうとしない。乳母が能宗を抱き取って御車に乗せて帰ると、見送った宗盛は「今の悲しみに比べれば、日頃の恋しさはものの数ではなかった」と嘆いた。
副将を預かった河越重房は、鎌倉へは連れて行かず、京で処置するようにとの義経の命を受け、「若君は京に留まるので、緒方惟義が預かる手はずになっています」と御車を差し向けた。副将は「また昨日のように父上のところへ参るのか」と喜んで車に乗ると、車は六条通りを東へ向かい、同行した乳母たちは動揺する。六条河原へ到着し、車を降りた副将は不審に思い、重房の郎党に斬られそうになると逃げ出して乳母のふところに隠れた。乳母たちは副将を抱きかかえて泣き叫び、武士達は憐れんだが、時刻がかなり経過したので重房は「今どのように思われても、望みはかなえられません。さあ早く」と促し、武士たちは乳母のふところから副将を引き出して首を切った。さすがに武士達もそのいたましさに涙を流した。
副将の首は義経に届けられたが、乳母たちは裸足で追いかけて後世を弔いたいと願い、首を取り戻した数日後、乳母の一人が首をふところに、一人が亡骸を抱いて桂川に身を投げた。
『延慶本』での副将処刑は、石を入れた籠の中に入れ桂川に沈める柴漬（ふしづけ）という方法で殺害され、二人の乳母は出家し尼になったとされる。